# Editorial Casa Vacía
Casa Vacía es una editorial estadounidense, con sede en Richmond (Virginia), fundada por los escritores cubanos Pablo de Cuba Soria y Duanel Díaz Infante en 2016.
Hasta la fecha, cuenta con un catálogo de más de 120 títulos en los géneros de poesía, ensayo, narrativa, teatro, testimonio, memorias y diarios, la gran mayoría en español, aunque ha publicado libros en inglés y ediciones bilingües inglés-español, así como traducciones del ruso, alemán y francés.
Sus colecciones son: 1) la principal, sin nombre propio, que asume cualquier género literario; 2) la Colección Archivo Cubano, de tópico nacional; 3) la Colección Afinidades Electivas, de traducciones; 4) la Colección Mauberley, una serie de pequeños libros, casi plaquettes, de poesía; 5) la Prufrock Collection, cuadernos de poesía en lengua inglesa; y 6) la Melville Collection, con libros de prosa en lengua inglesa.
En su catálogo se incluyen autores de prestigio en las letras latinoamericanas como Néstor Perlongher, Lorenzo García Vega, Jorge Mañach, Octavio Armand, José Kozer, José Prats Sariol, Reinaldo Arenas o Rolando Sánchez Mejías, así como jóvenes autores cubanos de reconocida trayectoria entre los que se incluyen Michael H. Miranda, J.L. Serrano, Jorge Enrique Lage, Oscar Cruz, Larry J. González y Legna Rodríguez Iglesias. A pesar de su enfoque en autores de habla hispana, no se limita a estos, ya que ha incluido en sus proyectos editoriales a nombres del canon literario universal, con traducciones de Ezra Pound, Hilda Doolittle, Joseph Brodsky, Jules y Edmond de Goncourt, Georg Trakl o Vasili Rózanov, y poetas latinos de la época clásica.
La editorial se propone recuperar y promover la obra de autores cubanos e hispanos en todos sus géneros, incluyendo traducciones. Adicionalmente, proporciona una plataforma para escritores de calidad que, por diversas circunstancias, no han podido encontrar su lugar en editoriales más reconocidas. También se dedica a reeditar obras que, aun cuando fueron publicadas en Cuba, han tenido una circulación restringida.
La editorial convoca, desde 2021, al Premio Editorial Casa Vacía para obras inéditas en español.
Parva Forma es el magacín literario de la editorial. Tiene cinco números publicados entre 2021 y 2023, en formato digital.